# Исидор Кршњави
Исидор Кршњави (Нашице, 22. април 1845 — Загреб, 3. фебруар 1927), хрватски сликар, културни и јавни радник.

## Биографија
Прво ликовно образовање добија у Осијеку, а затим у Бечу студира историју и историју умјетности. Већ у вријеме студија пише у хрватским часописима филозофско-естетичке чланке. Као стипендиста студирао је сликарство на академији у Минхену, а потом од 1872. до 1877. борави у Италији студирајући и копирајући старе мајсторе. Посредовањем Штросмајера постаје професор историје умјетности и археологије на загребачком Свеучилишту. Већ сљедеће године даје подстицај за оснивање Друштва умјетности у којем је низ година секретар и идеолог, а био је први управник Штросмајерове галерије слика. Под управом Друштва, у сарадњи с Болеом, оснива Обртну школу и Обртни музеј (Музеј за умјетност и обрт). Године 1884. долази у сукоб с Штросмајером и његовим пратиоцима, па улази у мађаронску Народну странку путем које је изабран за народног изасланика. Од 1887. до 1891. студира право, постаје руководилац Одјела за богоштовље у Куеновој влади, а 1897. враћа се на универзитет. Сарађивао је у изградњи Загреба. Сликарством се бавио у раној младости и послије I свјетског рата. Као ликовни критичар Кршњави је априоричан с јаким склоностима према естетизирању, историцизму и традиционалности.
При отварању позоришта у Загребу, Стјепан Милетић - православни Хрват (кроатизирани Србин) је написао протесно писмо Исидору Кршњавом. Кршњави је извршио интервенцију у прологу Милетића при отварању позоришта, крижајући свуда хрватско име: ...Прије свега дојмило ме се је болно што је Пресвјетлост ваша свуда ријеч хрватски избрисала, прекрижила или промијенила...